# Remaufens
Remaufens es una comuna suiza del cantón de Friburgo, situada en el distrito de Veveyse. Limita al norte con las comunas de Oron (VD) y Maracon (VD), al este con Châtel-Saint-Denis, al sureste con Corsier-sur-Vevey (VD), y al oeste con Attalens.